# マーク・ハード
マーク・ハード（Mark Heard、1951年12月16日 - 1992年8月16日）はアメリカ合衆国のミュージシャン。